# Marek Dąbrowski
Pour les articles homonymes, voir Dąbrowski.
Marek Roman Dąbrowski, né le 28 novembre 1949 à Gliwice, est un escrimeur polonais pratiquant le fleuret.

## Biographie
Il pratique dès l'âge de 11 ans l'escrime, en étant affilié aux clubs du Piast Gliwice, puis de l'AZS Varsovie.
Il remporta le bronze aux mondiaux juniors de Téhéran (1967), et le titre de vice-champion du monde avec l'argent, à Gênes (1969), 
Il a remporté le titre olympique avec l’équipe de fleuret (avec Witold Woyda, Arkadiusz Godel, Jerzy Kaczmarek, et Lech Koziejowski) lors des Jeux olympiques d'été de 1972, à Munich.
Il a également participé aux Jeux olympiques d'été de 1976 à Montréal.
Il a de plus remporté 6 médailles en Championnats du monde, ainsi que 8 titres nationaux (2 en individuel en 1970 et 1976, et 6 par équipe de 1971 à 1976).
Diplômé de chimie en 1968, il vit sa retraite sportive à Varsovie, au sein de son entreprise (commerce de thé).

## Palmarès

### Jeux olympiques
- Champion olympique au fleuret par équipe aux Jeux olympiques de 1972 à Munich.
- 6e place au fleuret individuel aux Jeux olympiques de 1972 à Munich.
- 5e place au fleuret par équipe aux Jeux olympiques de 1976 à Montréal.
- 9e place au fleuret individuel aux Jeux olympiques de 1976 à Montréal.

### Championnats du monde
En junior
- Médaillé d’argent de fleuret individuel aux Championnats du monde d'escrime de 1969 à Gênes
- Médaillé de bronze de fleuret individuel aux Championnats du monde d'escrime de 1967 à Téhéran

En senior
- Médaillé d’argent de fleuret individuel aux championnats du monde de 1971 à Vienne (Autriche)
- Médaillé d’argent de fleuret par équipes aux championnats du monde de 1971 à Vienne (Autriche)
- Médaillé d’argent de fleuret par équipes aux championnats du monde de 1969 à La Havane

- Médaillé d’argent de fleuret par équipes aux championnats du monde de 1974 à Grenoble
- Médaillé de bronze de fleuret individuel aux championnats du monde de 1970 à Ankara
- Médaillé de bronze de fleuret par équipes aux championnats du monde de 1973 à Göteborg